# Krzysztof Michałkiewicz

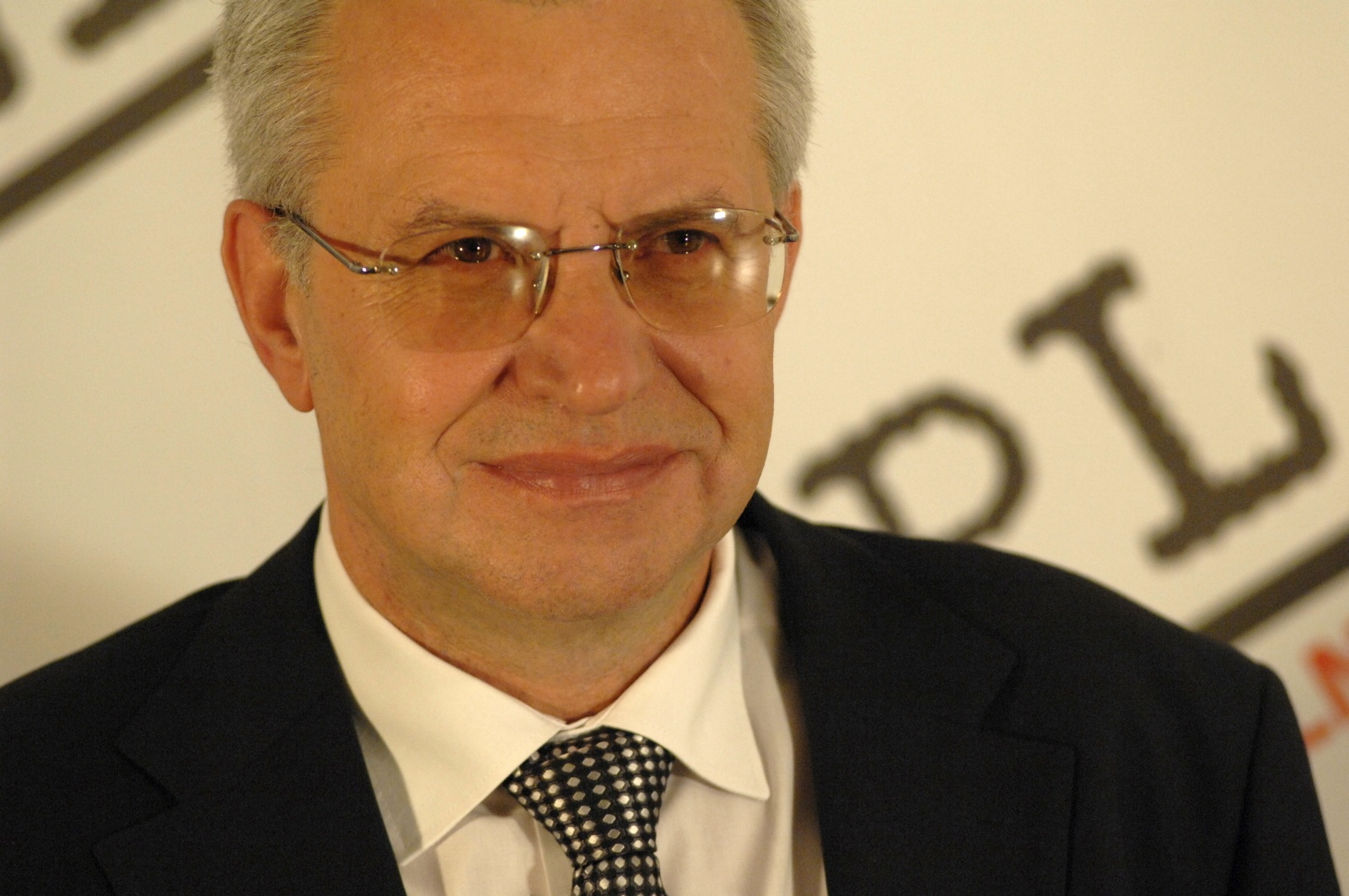
Krzysztof Michałkiewicz

Krzysztof Stefan Michałkiewicz (* 26. September 1953 in Oborniki Śląskie) ist ein polnischer Politiker, vom 31. Oktober 2005 bis zum 5. Mai 2006 Minister für Arbeit und Soziales in der Regierung Kazimierz Marcinkiewicz und seit 2005 Abgeordneter des Sejm in der V., VI., VII. und VIII. Wahlperiode.

## Leben
Er beendete das Studium der Soziologie an der Katholischen Universität Lublin. 1979 begann er seine berufliche Tätigkeit als Referent in der Genossenschaft für Künstlerische Handarbeit in Lublin und danach von 1979 bis 1981 als Soziologe in einem Betrieb in Lublin.
1980 trat er der oppositionellen Gewerkschaft Solidarność bei. 1981 arbeitete er im Regionalvorstand der Gewerkschaft in Lublin und war Redakteur des Informationsbulletin. Wegen der Teilnahme an einem Streik in Świdnik wurde er verhaftet und zu zweieinhalb Jahren Gefängnis verurteilt. In den Jahren 1982 bis 1983 saß er in verschiedenen Justizvollzugsanstalten in Lublin, Łódź, Łęczyca und Hrubieszów. 1983 erhielt er während einer kurzzeitigen Aussetzung der Strafe einen Reisepass mit der Berechtigung zur einmaligen Ausreise. Gemeinsam mit seiner Familie verließ er Polen und fuhr nach Australien.
Nach der Rückkehr 1992 arbeitete er in verschiedenen Stellen in Lublin. Er wurde Leiter des Regional-Arbeitsamts. In den Jahren 1992 bis 1998 bekleidete er das Amt des Direktors der Woiwodschaftssozialamts und in den Jahren 1999 bis 2002 war er Direktors des Sozialreferats des Woiwodschaftsamts. Von 2002 bis 2003 war er Stellvertreter des Direktors des Städtischen Amtes für Familienhilfe und in den Jahren 2003 und 2004 war er Direktor des Sozialamts. Nach 2004 war er Stellvertreter des Stadtpräsidenten von Lublin.
Bei den Parlamentswahlen 2005 wurde er über die Liste der Prawo i Sprawiedliwość (Recht und Gerechtigkeit – PiS) für den Wahlkreis Lublin in den Sejm gewählt. Bei den Sejmwahlen 2007 wurde er für die PiS mit 11.250 Stimmen als Abgeordneter bestätigt. Er ist in der VI. Wahlperiode Mitglied der Sejm Kommissionen für Gesellschaftspolitik sowie Gesundheit.
Er war in verschiedenen regionalen gemeinnützigen Organisationen tätig, unter anderem in der Lubliner Wohltätigen Gemeinschaft, der Lubliner Vereinigung Sozialer Organisationen, dem Lubliner Observatorium für Soziale Probleme. In den Jahren 1992 bis 1998 war er Mitglied des Woiwodschaftsrates für Beschäftigungsfragen. Für sein soziales Engagement wurde er durch den Metropoliten von Lublin, Erzbischof Józef Życiński mit der Medaille "Lumen Mundi" ausgezeichnet.